# 李楨 (隆慶進士)
李楨（1540年—1614年），一作祯，字維卿，号克庵，陝西慶陽衛官籍山西大同衛人，明朝政治人物。

## 生平
陝西鄉試第六名舉人。隆慶五年（1571年）中式辛未科會試第七十三名，三甲第五十四名進士。户部觀政，初任高平知县，萬曆三年（1575年）调回朝廷任广东道御史。万历四年，傅应祯因向皇帝直言上书，招致皇帝震怒，下诏书将傅关进监狱。李桢会同御史乔岩、给事中徐贞明，相联拥入监狱看护傅，又引起皇帝的不快，按同罪论处，被贬为长芦盐运司知事。五年升歸德府推官，升礼部主事、员外，改光禄寺丞。十四年升尚宝司少卿，十五年三月升本司卿，十七年十二月升顺天府府丞。萬曆十八年，洮河有警，极言贡市絕非良策，要求对以往设立互市的官员进行追责，這個意見遭万历皇帝否决。十九年任湖广巡抚都御史，万历二十年六月，召为都察院左佥都御史、協理院事，進左副都御史，二十一年七月再迁户部右侍郎，因與户部郎中郑材不和，改调兵部。万历二十二年五月十六日，改任兵部右侍郎，同年九月十一日，又调迁为兵部左侍郎。万历二十五年九月，兵部尚書石星因壬辰戰事不利下狱，由李祯临时主持兵部事务。赵志皋认为李祯不懂军事，明确反对万历皇帝将兵部大权托付给李祯。广东道御史况上进认为李祯庸鄙。朝廷升邢玠为都察院右都御史兼兵部左侍郎。万历二十七年二月李桢致仕。
万历三十七年十二月，李桢起用为南京刑部尚书。三十九年因病擅自离职，令冠带闲住，以后不得推用。万历四十二年三月卒，賜祭葬。

## 家族
曾祖李澤，指揮使；祖父李貲，指揮使；父李朝春，母孫氏。慈侍下。兄李棟、李楹。

## 延伸阅读
[在维基数据编辑]
 《明史卷二百二十一》，出自《明史》